# 판운초등학교
판운초등학교는 대한민국 강원도 영월군 주천면 평창강로 59 (판운리)에 있었던 공립 초등학교이다.

## 연혁
- 1936년 6월 12일 주천공립보통학교 부설 판운간이학교 인가
- 1938년 4월 1일 판운공립심상소학교로 승격
- 1941년 4월 1일 판운공립국민학교로 개칭
- 1996년 3월 1일 판운초등학교로 개칭
- 1999년 3월 1일 주천초등학교로 통폐합

## 졸업생 수
- 1,214명(55회 졸업)